# StarCraft II: Wings of Liberty
StarCraft II: Wings of Liberty é um jogo eletrônico para computador de estratégia e ficção científica militar, desenvolvido pela Blizzard Entertainment, um estúdio americano, como a sequência direta de StarCraft, jogo aclamado pela crítica e público. O jogo foi anunciado em 19 de maio de 2007 e, após 12 anos de espera desde o lançamento do original, foi lançado em 27 de julho de 2010 simultaneamente em vários países, dentre eles o Brasil, para Windows XP, Vista e 7 e Mac OS X. A história continua a partir do fim de Brood War, pacote de expansão do jogo original, trazendo personagens consagrados como James "Jim" Raynor, Kerrigan, Zeratul, além de novos personagens, e dando enfoque à raça dos terranos e suas organizações, tais como os Saqueadores de Raynor e a Supremacia Terrana. StarCraft II foi projetado para ser lançado em formato de trilogia, sendo o primeiro capítulo Wings of Liberty, já lançado, e Heart of the Swarm e Legacy of the Void o segundo e o terceiro, respectivamente, cada qual dando enfoque em uma específica raça.
A sequência da franquia vendeu, um mês após seu lançamento, 3 milhões de unidades no mundo inteiro, sendo 1,5 milhões apenas nas 48 horas posteriores ao seu lançamento mundial, ratificando-a como o jogo que mais rápido vendeu cópias em seu gênero. No Brasil, país que teve o jogo traduzido e localizado para o português brasileiro, foram vendidas 4,5 mil cópias nas primeiras 24 horas após o lançamento. Dados específicos posteriores das vendas no país não foram divulgados.
O jogo tornou-se um sucesso de crítica, tendo agregado a pontuação de 93% pelo Metacritic, site que junta críticas e retira uma média aritmética ponderada da soma das notas dadas ao jogo analisado, e 92,67% pelo GameRankings, site semelhante ao anterior. Portais famosos como Eurogamer e IGN também analisaram o jogo, tendo ambos agregado a pontuação 9 de 10. De acordo com o site Starcraft 2 Rankings, que divulga estatísticas não-oficiais, a comunidade latino-americana possui aproximadamente 25 mil usuários, sendo a menor entre todas até o dia de 20 de setembro de 2010
O Wings of Liberty é um dos jogos de estratégia mais vendido de todos os tempos, com mais de 3 milhões de cópias comercializadas no seu primeiro mês.
Na BlizzCon de 2017, foi anunciado que o StarCraft 2 seria feito free-to-play (gratuito para jogar) a partir deste ano. Isso liberou a campanha do Wings of Liberty, seu multiplayer e outros modos de jogo para todos os públicos, sem custos. A mudança estava na linha da nova visão da Blizzard para apoiar o jogo com microtransações. O resultado foi um aumento no número de jogadores no multiplayer e um maior retorno financeiro.

## Jogabilidade
De acordo com os criadores, StarCraft II foi projetado para ser um jogo de ponta no quesito de estratégia em tempo real, construído sobre o sucesso de seu predecessor. O jogo trará de volta as três raças presentes em StarCraft original, protoss, terranos (grafados originalmente como "terrans") e os zergs; ao contrário do esperado, essas seriam as únicas raças disponíveis, entretanto, sites publicaram que a empresa cogitara a implementação de uma nova raça na franquia. O foco de StarCraft II é o modo multijogador, principalmente quando comparado ao original. As mudanças incluem melhoramentos no serviço online Battle.net, aonde jogadores disputam partidas, além de um novo sistema de ranking para jogos pontuados e um sistema de classificação que colocará jogadores de habilidades semelhantes juntos, de maneira que não haja grandes discrepâncias entre jogadores. Os conhecidos replays também sofreram melhorias.
StarCraft II continuará a utilizar "cutscenes" no intervalo entre as missões para melhor desenvolver o enredo, ao mesmo tempo que permite o aumento de qualidade das "cutscenes" dentro do jogo. A empresa afirmou que o novo motor gráfico utilizado em StarCraft II permitirá criar cutscenes dentro do jogo com qualidades quase cinematográficas. O jogo também acrescenta uma melhora significativa no quesito de cenários, tendo um maior realismo e interação com o jogo.

### Unidades
StarCraft II recicla muitas unidades presentes em seu predecessor como, por exemplo, os Fanáticos (grafados originalmente Zealots) e traz muitas novas como o Vudu. Depende da raça escolhida, e do modo de jogo presente, é possível comprar melhoramentos e avanços que o ajudarão a enfrentar batalhas mais difíceis e pesquisar aprimoramentos que possuem finalidades semelhantes. Por o jogo focar-se na raça dos terranos, existem muitas unidades presentes no modo campanha que não estão presentes no modo multijogador, por questões de balanceamento entre raças. Algumas unidades sofreram modificações, como é o caso do Imortal, antigo Dragoon.
Cada habilidade traz aspectos únicos às unidades do jogo, mudanças grandes são possíveis apenas na campanha, enquanto pequenas alterações como, por exemplo, melhoria de ataque e defesa estão presentes em ambos os modos de jogo. As melhorias grandes também estão presentes em estruturas do jogo.
Há também os personagens protagonistas da história, como Jim Raynor, que participam de certas missões. Algumas vezes, é possível controlá-los enquanto em outras, não.

## Desenvolvimento
Foi anunciado que o desenvolvimento do jogo começou em 2003, pouco depois de que Warcraft III: The Frozen Throne foi lançado. O desenvolvimento para a venda do jogo está nos estágios finais, com história e unidades definidas. Tal prova disso foi sua demonstração na Blizzcon 2007, onde o jogo esteve aberto para que o público jogasse. O jogo foi lançado em 27 de julho de 2010.
StarCraft II suporta o software DirectX 9 (Pixel Shader 2.0) e é inteiramente compatível com o DirectX 10 também. A versão para Mac, ao contrário, utilizará o OpenGL. O jogo também terá o engine físico Havok permitindo interações realísticas com o ambiente, como "destroços rolando rampa abaixo".

### Brasil
No dia 23 de abril de 2010, alguns sites de jogos do Brasil, convidados pela Blizzard para um coletiva restrita à imprensa, anunciaram que a empresa abriria um escritório no Brasil, passando assim a ter uma representação oficial no país. Além disso, StarCraft II passaria por um processo de tradução e adaptação, no qual estavam envolvidos dublagem, tradução de textos e cenários juntamente de sincronia labial dos personagens. A Blizzard ainda anunciou que o jogo seria vendido em dois formatos, um deles o físico com acesso aos modos individual e multijogador por seis meses, sendo passível de um "upgrade" após a expiração, e o digital, sem restrição. Aquele custaria R$ 49,00 e este, R$ 99,00. O "upgrade" da versão física custará R$ 69,00.

#### Dublagem[18]
- Jim Raynor - Tatá Guarnieri
- Arcturus Mengsk - Luiz Antônio Lobue
- Sarah Kerrigan / Rainha das Lâminas - Luciana Baroli
- Tychus Findlay - Felipe Grinnan
- Zeratul - Mauro Castro
- Adjutor / Assistente Confederado - Fátima Noya
- Ariel Hanson - Eleonora Prado
- Rory Swann - Guilherme Lopes
- Gabriel Tosh - César Marchetti
- Egon Stetmann - Dado Monteiro
- Valerian Mengsk - Sílvio Giraldi
- Kate Lockwell - Letícia Quinto
- Donny Vermillion - Renato Márcio

## Continuações
Ao término do modo campanha do jogo são anunciadas as continuações Coração do Enxame (Heart of the Swarm) e O Legado do Vazio (Legacy of the Void).

## Recepção
Desde o seu lançamento, StarCraft II foi recebido com elogios da crítica, com uma nota global de 93% no Metacritic, e 92,67% no Game Rankings. O jogo foi particularmente elogiado por manter sua popular jogabilidade RTS, introduzindo novas funcionalidades e narração melhorada.